# Ignazio Stern
Pour les articles homonymes, voir Stern.
Ignazio Stern (ou Ignaz Stern et en italien Ignazio Stella) (né le 17 janvier 1679 à Mauerkirchen en Autriche et mort  à Rome le 28 mai 1748) est un peintre baroque.

## Biographie
Ignazio Stern fut l'élève de Carlo Cignani à Bologne et travailla en Lombardie, puis à Rome. Il a peint une Annonciation pour l'église de la Nunziata à Piacenza . À Rome, il a peint à fresque la sacristie de S. Paolino et a laissé des tableaux à l'huile dans l'église de S. Elisabetta. Il était le père des peintres Ludovico Stern et Veronica Stern .

## Œuvre

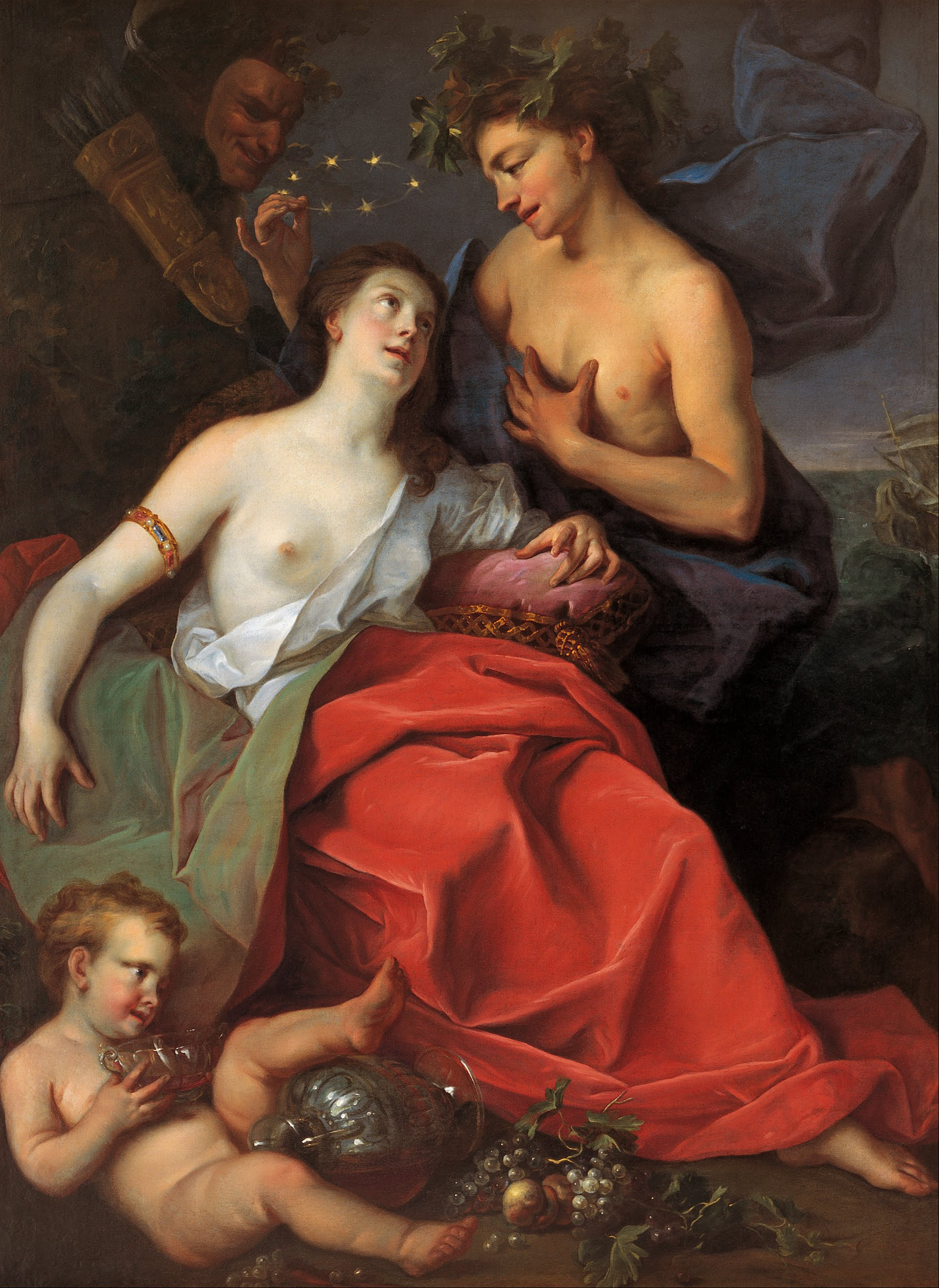
Baccus et Ariane.

- Allégorie du printemps, musée d'art du comté de Los Angeles
- Sts. Sergius et Bacchus et Saint Basile, église de Sts. Sergius et Bacchus, Rome